# Ticketcorner

Logo vor 2010

Ticketcorner ist ein Schweizer Ticketing-Unternehmen mit Hauptsitz in Rümlang im Kanton Zürich. Das Unternehmen wurde 1987 gegründet und verkauft über eigene Systemlösungen jährlich mehr als zehn Millionen Tickets für rund 15’000 Veranstaltungen. Die Ticketcorner AG ist eine 100-%-Tochter der Ticketcorner Holding AG, welche zu je 50 % der CTS Eventim AG & Co. KGaA und der Ringier AG gehört.

## Unternehmen
Ticketcorner ist Schweizer Marktführer im Ticketing und bietet Ticketvertriebslösungen für Veranstaltungen jeder Art an. Dazu gehört neben Events im Entertainment-, Kultur- und Sport-Bereich auch das Skiticketing-Angebot für rund 70 Skigebiete. Den Ticketverkauf für über 15'000 Veranstaltungen pro Jahr wickelt das Unternehmen über eine Website, eine mobile App, ein Callcenter und schweizweit 1'300 Vorverkaufsstellen ab.
Das Unternehmen betreibt eigene Medienplattformen wie das Printmagazin event., digitale Kanäle, einen Blog und Social Media mit eigenen Inhalten.
Die AG ist eine 100-%-Tochter der Ticketcorner Holding AG, welche zu je 50 % der CTS Eventim AG & Co. KGaA und der Ringier AG gehört. Chief Executive Officer ist Oliver Niedermann, weitere Mitglieder der Geschäftsleitung sind Urs Wyss (CSO), Bernhard Keller (CFO) und Pascal Zürcher (CMO).

## Geschichte

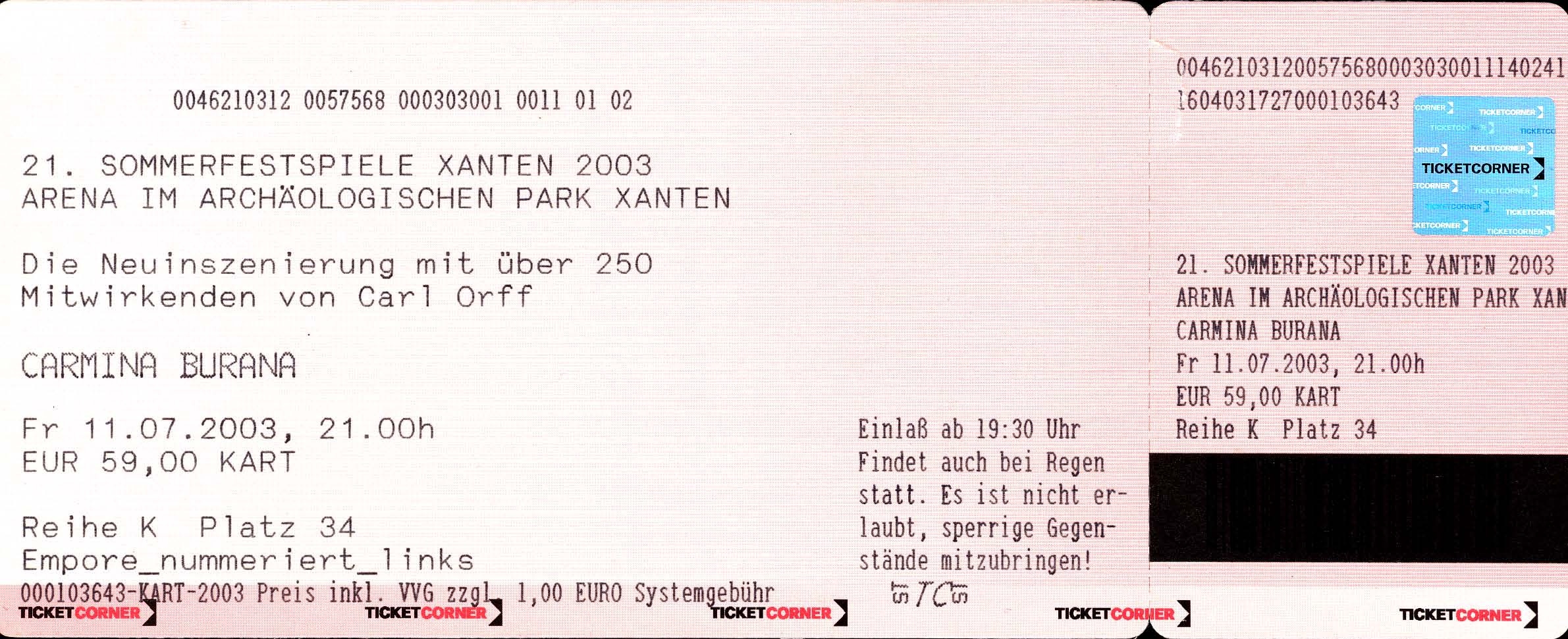
2003 über Ticketcorner gebuchte Eintrittskarte, ausgestellt über das START-Reisebuchungssystem

Ticketcorner wurde 1987 als Marketinginstrument des Schweizerischen Bankvereins gegründet. 1999 wurden Ticketcorner, Ticketline, Ticket4you und Ticketphone zur Ticketcorner AG zusammengeführt. 2001 wurde das Unternehmen durch den Schweizer Technologiekonzern Kudelski übernommen. Mit der Übernahme der Qivive GmbH und der Gründung der Ticketcorner GmbH mit Sitz in Bad Homburg expandierte man nach Deutschland. 2005 erfolgte mit der Gründung der GmbH mit Sitz in Wien der Markteintritt in Österreich.
2006 veräusserte die Kudelski-Gruppe die Aktienmehrheit an ein Konsortium bestehend aus der Private-Equity-Gesellschaft Capvis (52 Prozent), dem Ticketcorner-Management (10 Prozent) sowie dem Phonak-Gründer Andy Rihs (10 Prozent). Kudelski blieb mit 28 Prozent an Ticketcorner beteiligt. 2008 ging das Unternehmen mit der AG Hallenstadion in Zürich eine strategische Partnerschaft ein und übernahm gleichzeitig 5 Prozent des Aktienkapitals der AG Hallenstadion. 2009 wurde das Freizeitmagazin MORE lanciert und der Good-News-Memberclub übernommen.
Im Februar 2010 gab die deutsche CTS Eventim AG & Co. KGaA die hundertprozentige Übernahme der Ticketcorner Holding AG für 65 Millionen Franken bekannt. In einer zweiten, gemeinsamen Medienmitteilung wurde zudem bekannt gegeben, dass zukünftig sämtliche Ticketingaktivitäten in das im Dezember 2009 zusammen mit dem Schweizer Medienkonzern Ringier gegründete Joint Venture, an dem CTS Eventim und Ringier je zur Hälfte beteiligt sind, gebündelt werden.
Eine Fusion mit Starticket von der TX Group wurde von der Wettbewerbskommission untersagt.

## Veranstaltungs- und Freizeitmagazinevent.
Ab März 2016 gab Ticketcorner sechsmal pro Jahr das Veranstaltungs- und Freizeitmagazin event. heraus. Die Auflage beträgt 150'000 Exemplare, welche als Beilage der abonnierten Ausgabe des SonntagsBlicks erhältlich waren und bei den Vorverkaufsstellen (SBB, Manor etc.) sowie im Hallenstadion auflagen.
Zuvor war Ticketcorner in der Schweiz Presenting Partner des Freizeitmagazins Schweizer Illustrierte event (bis Februar 2011 lief es unter dem Namen MORE). Es erschien seit Februar 2009 zehnmal im Jahr unter anderem als Beilage zur Schweizer Illustrierten.
Seit April 2024 gibt es die Online-Plattform von event. unter http.//www.ticketcorner.ch/magazine. Die Printversion von event. erschien am 24. November 2024 zum letzten Mal, nach insgesamt 126 Ausgaben. event. wird seither online fortgeführt.

## Gebührensystem
Ticketcorner geriet wegen seiner Ticketgebühren stellvertretend für verschiedene grössere Schweizer Ticketinganbieter mehrfach in die Kritik der Medien. Das schweizerische Staatssekretariat für Wirtschaft teilte im Februar 2015 mit, dass alle Ticketinganbieter ihre Preisbekanntgabe-Praxis dahingehend ändern müssen, dass alle unumgänglichen Gebühren von Beginn weg im Ticketpreis inbegriffen sind. Ticketcorner setzte diese Weisung Anfang März 2015 um und ersetzte die Gebühr für Print-at-home-Tickets sowie eine Preissenkung beim Postversand mit einer von Beginn weg inbegriffenen Servicegebühr.